# Новилон Ронде ван Дренте
Новилон Ронде ван Дренте (нидерл. Novilon Ronde van Drenthe) — шоссейная однодневная велогонка, проходившая по территории Нидерландов с 1998 по 2015 год.

## История
Гонка была создана в 1998 году и изначально была однодневной. Дебютное издание состоялась в рамках национального календаря. В следующем 1999 году вошла в Женский мировой шоссейный календарь UCI в котором проводилась на протяжении всей своей истории. В 2001 году была отменена из-за вспышки ящура в Нидерландах. В 2003 году стала многодневной и стала состоять из трёх этапов.
В 2007 году вернулась к прежнему однодневному формату. Одновременно с этим возвращением были созданы две однодневные гонки Дренте 8 ван Двингело и Тур Дренте. Все три гонки стали проводиться в течение четырёх дней в следующей последовательности — Дренте 8, Тур Дренте и Новилон. 
В 2011 на один сезон вернулась в национальный календарь. В 2013 году, в отличие от остальных двух гонок, была отменена (во второй раз в своей истории) из-за плохих погодных условий.
В сентябре 2015 года было объявлено, что с 2016 года гонка проводиться больше не будет.
Маршрут гонки проходил в провинции Дренте. Изначально дистанция пролегала в окрестностях города Хогевен. С 2003 по 2006 год, во время многодневного формата, этапы также проводились в городах Ассен и Куворден. С 2007 года гонка стала стартовать в Кувордене, а финишировать в Хогевене или Кувордене. Профиль дистанции был равнинный и включал единственный подъём VAM-berg (длина 500 м со средним градиентом 4%) который могли преодолевать до трёх раз. Общая протяжённость дистанции составляет от 134 до 144 км.
Рекордсменками с двумя победами стали четыре нидерландки Леонтин ван Морсел, Сюзанна де Гуде, Марианна Вос и Кирстен Вилд.

## Призёры
| Год  | Победитель         | Второй                | Третий              |          |
| ---- | ------------------ | --------------------- | ------------------- | -------- |
| 1998 | Виола Паулитц      | Ваня Вонкс            | Аренда Гримберг     |          |
| 1999 | Леонтин Ван Морсел | Мирьям Мельхерс       | Катрин Марсаль      |          |
| 2000 | Мадлен Линдберг    | Мариэль ван Шеппинген | Серис Гилфиллан     |          |
| 2001 | отменено           | отменено              | отменено            | отменено |
| 2002 | Леонтин Ван Морсел | Хантал Белтман        | Таня Шмидт-Хеннес   |          |
| 2003 | Мирьям Мельхерс    | Гита Белтман          | Рэйчел Хил          |          |
| 2004 | Сисси ван Алебек   | Кирстен Вилд          | Шэрон Ван Эссен     |          |
| 2005 | Сюзанна де Гуде    | Линда Виллумсен       | Юдит Арндт          |          |
| 2006 | Лус Маркеринк      | Трикси Воррак         | Кирстен Вилд        |          |
| 2007 | Джорджа Бронцини   | Марианна Вос          | Ина-Йоко Тойтенберг |          |
| 2008 | Кристин Армстронг  | Регина Брёйнс         | Кирстен Вилд        |          |
| 2009 | Марианна Вос       | Трикси Воррак         | Эмма Юханссон       |          |
| 2010 | Аннемик ван Влётен | Ина-Йоко Тойтенберг   | Кирстен Вилд        |          |
| 2011 | Сюзанна де Гуде    | Марлен Йохренд        | Натали ван Гог      |          |
| 2012 | Марианна Вос       | Марта Бастианелли     | Элизабет Армитстед  |          |
| 2013 | отменено           | отменено              | отменено            | отменено |
| 2014 | Кирстен Вилд       | Шелли Олдс            | Эмма Юханссон       |          |
| 2015 | Кирстен Вилд       | Хлоя Хоскинг          | Кристине Маерус     |          |